# Maurício José da Silveira Júnior
Maurício José da Silveira Júnior, conosciuto semplicemente come Maurício (São José dos Campos, 21 ottobre 1988), è un calciatore brasiliano, centrocampista dell'Inter de Limeira.

## Palmarès

### Club

#### Competizioni nazionali
- Coppa di Russia: 1

Zenit San Pietroburgo: 2015-2016
- Supercoppa di Russia: 1

Zenit San Pietroburgo: 2016
- Coppa di Grecia: 3

PAOK: 2017-2018, 2018-2019
Panathīnaïkos: 2021-2022
- Campionato greco: 1

PAOK: 2018-2019